# 8 Рака
8 Рака (лат. 8 Cancri) — звезда, которая находится в созвездии Рака на расстоянии приблизительно 211 световых лет от нас и имеет видимую звёздную величину +5.14. Это горячая белая звезда класса А, карлик главной последовательности.
Традиционное китайское название звезды 8 Рака: 水位三 (爟位.

## Характеристики
8 Рака массивнее Солнца в 2.6 раза, радиус — в 2 раза больше солнечного радиуса. Светимость звезды мощнее Солнца в 31.4 раза, температура поверхности нагрета до 9700±50 Кельвинов. Удаляется от Солнечной системы со скоростью 21 км/с.